# ASCII Media Works
ASCII Media Works (Nhật: アスキー・メディアワークス Hepburn: Asukī Media Wākusu), trước đây là ASCII Media Works, Inc. (株式会社アスキー・メディアワークス Kabushiki gaisha Asukī Media Wākusu), là một nhà xuất bản và tên thương hiệu của Tập đoàn Kadokawa. Công ty thành lập ngày 1 tháng 4 năm 2008 như kết quả của sự sáp nhập giữa ASCII và MediaWorks (MediaWorks chính thức mua lại ASCII). Mặc dù vậy, chủ tịch trước đây của ASCII, Takano Kiyoshi, vẫn giữ nguyên cương vị trong ASCII Media Works. ASCII Media Works chấm dứt loại hình kabushiki gaisha của nó vào ngày 1 tháng 10 năm 2013 sau khi cùng với tám công ty khác sáp nhập thành các thương hiệu trực thuộc Tập đoàn Kadokawa.
Công ty chuyên phát hành sách, tạp chí máy tính và tạp chí giải trí, manga, và trò chơi điện tử. ASCII Media Works nổi tiếng nhờ thương hiệu tạp chí và sách của họ, Dengeki (電撃), trong đó bao gồm nhiều tạp chí nổi tiếng như Dengeki Daioh và Dengeki G's Magazine, cùng với ấn hiệu light novel chính của công ty là Dengeki Bunko. Hầu hết sản phẩm của ASCII Media Works phục vụ cho thị hiếu của đại đa số otaku Nhật, gồm các đề tài về anime, light novel, manga, mô hình nhựa và visual novel, cùng với máy tính và các doanh nghiệp hoạt động trong ngành công nghệ thông tin (IT). Công ty cũng phát hành Monthly Business ASCII, một trong những ấn phẩm lâu đời và uy tín nhất về máy tính, cùng với một số tạp chí PC và IT khác. ASCII Media Works đã xuất bản nhiều tạp chí dánh cho giới nữ như Character Parfait, Dengeki Girl's Style và Sylph, mặc dù hai quyển đầu chỉ là ấn bản đặc biệt của các tạp chí khác. Công ty tổ chức các cuộc thi đệ trình tiểu thuyết và manga hàng năm, chẳng hạn như giải light novel Dengeki Novel Prize.

## Lịch sử
ASCII Media Works được thành lập sau khi hai công ty thuộc ngành xuất bản ASCII và MediaWorks sáp nhập với nhau vào 1 tháng 4 năm 2008. Dù vậy, chủ tịch trước đây của ASCII là Takano Kiyoshi, vẫn giữ nguyên chức vụ của mình trong ASCII Media Works. Công ty là một thành viên trong Khối Kadokawa và liên kết với Kadokawa Shoten. Theo một thông cáo báo chí từ Tập đoàn Kadokawa, việc sáp nhập bắt nguồn từ sự phát triển của Internet, việc mở rộng công ty với mục đích đáp ứng nhu cầu ngày càng tăng của người dùng.
ASCII đưa kiến thức chuyên môn về công nghệ thông tin (IT) và điện toán, trong khi MediaWorks đưa kiến thức về thuyền thông giải trí như anime, manga, light novels, video game hay tạp chí. Enterbrain dự định sáp nhập cùng với ASCII và MediaWorks, nhưng điều này đã được từ chối. Vào tháng 4 năm 2011, chi nhánh video game của ASCII Media Works sáp nhập vào Kadokawa Games cùng với chi nhánh video game của Kadokawa Shoten và Enterbrain. ASCII Media Works trở thành loại hình kabushiki gaisha vào ngày 1 tháng 10 năm 2013, khi công ty sáp nhập cùng bảy công ty khác để trở thàng công ty thương hiệu của Tập đoàn Kadokawa.

## Tạp chí
- ASCII Cloud
- Character Parfait
- Comic@loid
- Dengeki Arcade Game
- Dengeki Bunko Magazine
- Dengeki Daioh
- Dengeki G's Magazine
- Dengeki Girl's Style
- Dengeki Hime
- Dengeki Hobby Magazine
- Dengeki Maoh
- Dengeki Nintendo
- Dengeki PlayStation
- Hoshi Navi
- MacPeople
- Mobile ASCII
- Sylph
- Ubuntu Magazine Japan
- Weekly ASCII

## Ấn hiệu xuất bản

### Manga
- Dengeki Comics
- Sylph Comics

### Light novel
- Dengeki Bunko
- B-Prince Bunko
- Dengeki Game Bunko
- Jewel Books
- Jewel Bunko

### Tiểu thuyết
- Mahō no Island Bunko
- Media Works Bunko